# Tectaria guachana
Tectaria guachana là một loài dương xỉ trong họ Tectariaceae. Loài này được Rusea mô tả khoa học đầu tiên năm 2004.
Danh pháp khoa học của loài này chưa được làm sáng tỏ. 